# Madelon Mason
Madelon Mason, nata Madelon Samandi (Cleveland, 4 luglio 1921 – New York City, 14 settembre 2001), è stata un'attrice e modella statunitense.

## Biografia
I genitori di Madelon si separarono quando lei era ancora bambina e crebbe con la madre a Lowell, nel Massachusetts, dove si diplomò. Nel 1942 si trasferirono a Boston, dove la giovane entrò nel mondo della moda con il cognome Mason, e successivamente vissero a Chicago e a New York. Divenuta una modella molto nota – apparve, tra le altre, sulle copertine di Life, di Seventeen, di Photography – ed eletta dalla stampa "America's Cover Girl", nel 1946 le fu offerto di apparite in un cortometraggio con Gloria Swanson, Dear Miss Gloria, che rimase la sua breve e unica esperienza cinematografica. 
Nel 1951 fu eletta dall'International Artists Committee tra le cinque "Overall Beauties of the Decade" insieme con Rhonda Fleming, Virginia Mayo, Blanche Thebom e Faye Emerson, e dal 1955 al 1958 fu la testimonial di un popolare show della CBS, The 64000 $ Question. Nel 1956 sposò il giornalista Frank Foster.